# 暗黒街の女 (1928年の映画)
『暗黒街の女』（Ladies of the Mob）は、ウィリアム・A・ウェルマン監督、パラマウント映画配給による1928年のアメリカ合衆国のサイレント映画である。犯罪者の娘が悪に染まる恋人を改心させようとするロマンティックスリラーである。
フィルムは現存せず、失われた映画であると見られている。
女優達の衣裳はトラヴィス・バントンとイーディス・ヘッドがデザインした。

## キャスト
- クララ・ボウ
- リチャード・アーレン（英語版）
- ヘレン・リンチ（英語版）
- メアリー・オルデン（英語版）
- カール・ジェラルド（英語版）
- ボディル・ロージング（英語版）
- ロレイン・リベロ
- ジェームズ・ピアース（英語版）